# Antunovac
Antunovac es un municipio de Croacia en el condado de Osijek-Baranya.

## Geografía
Se encuentra a una altitud de 85 m s. n. m. a 285 km de la capital nacional, Zagreb.

## Demografía
En el censo 2011 el total de población del municipio fue de 3703 habitantes, distribuidos en las siguientes localidades:
- Antunovac - 2181
- Ivanovac - 1522

| Gráfica de población de Antunovac 1857-2011                         |
|                                                                     |
| Según los censos de población de la oficina estadística de Croacia. |